# Джин Кэрол
Джин Кэ́рол (англ. Jean Carol), настоящее имя — Джи́нни Ми́ллер (англ. Jeannie Miller; род. XX век, Хилсдейл, Нью-Джерси) — американская актриса и кинопродюсер.

## Биография
Кэрол родилась в Хилсдейле, штат Нью-Джерси. В детстве она выступала в театральных постановках в Нью-Йорке. Когда ей было 11 лет, её семья переехала в Майами. Окончила Университет штата Флорида, где она изучала театр и радиовещание.
В начале 1980-х годов Кэрол организовала программу по связям с общественностью в WESH в Орландо, а затем организовала и выпустила журнал PM в Орландо и Сан-Диего.
Самая известная актёрская роль Кэрол — Надин Купер в дневной драме «Направляющий свет». Она присоединилась к шоу в 1988 году и быстро стала популярной. На церемонии вручения премии «Soap Opera Digest» в 1990 году она была награждена в номинации «Выдающийся новичок-женщина». Её пребывание в шоу продолжалось семь лет, дот тех пор пока её персонаж Надин не была убита Брентом Лоуренсом. Она вернулась в шоу на один специальный эпизод на День матери 2006 года.
Среди других работ Кэрол роли в «Любовь и тайны Сансет Бич», «Детектив Монк», «Клиент всегда мёртв» и «Арлисс». Она также появилась в комедийном фильме ужасов 1989 года «Говорите о дьяволе» и секс-комедии 2015 года «Продвинутый».
С 1993 года Кэрол замужем за актёром Джерри Рэндом.

## Избранная фильмография
| Год       |   | Русское название          | Оригинальное название | Роль               |
| --------- | - | ------------------------- | --------------------- | ------------------ |
| 1988—2006 | с | Путеводный свет           | Guiding Light         | Надин Купер        |
| 1997      | с | Беверли-Хиллз, 90210      | Beverly Hills 90210   | Марта Джордан      |
| 1998      | ф | Последняя ночь            | Last Night            | Миссис Бербанк     |
| 1999      | с | Любовь и тайны Сансет Бич | Sunset Beach          | Флоренс Кеннеди    |
| 2001      | ф | Ванильное небо            | Vanilla Sky           | Женщина рядом      |
| 2004      | с | Клиент всегда мёртв       | Six Feet Under        | жена №5            |
| 2011      | с | Менталист                 | The Mentalist         | Богатая женщина    |
| 2012      | ф | Операция «Арго»           | Argo                  | Секретарша Джордан |